# Последняя песня
«Последняя песня» (англ. The Last Song) — драма 2010 года, дебютный полнометражный фильм режиссёра Джули Энн Робинсон. Фильм снят по одноимённому роману Николаса Спаркса, сценарий к фильму совместно разработали Спаркс и Джефф Ван Вай. В главных ролях Майли Сайрус, Лиам Хемсворт и Грег Киннир. Выпущен студией «Touchstone Pictures».

## Сюжет
17-летнюю Веронику Миллер (Ронни) вместе с младшим братом Джоном, против её воли отправляют в Джорджию к отцу — музыканту Стиву. С тех пор, как он развёлся с её матерью и уехал, она очень отдалилась от него и от всей семьи. Она отказывается ходить в школу и разговаривать с отцом.
В первый же день Ронни знакомится с Уиллом — красивым, популярным парнем и с девушкой Блейз. Та убеждает её украсть футболку из магазина, но Ронни отказывается. Парень Блейз, Маркус, в натянутых отношениях с Уиллом, между ними постоянно завязываются драки. Он также пристаёт к Ронни, стоит Блейз отвернуться. Блейз видит это и понимает всё неправильно.
Ронни находит на пляже в земле яйца черепах и решает спасти их от енотов. Она сооружает ограду и остаётся на ночь на улице рядом с гнездом. Утром она просыпается и видит Уилла. В магазине Ронни встречает Блейз. Та, желая отомстить, подкладывает ей в сумку золотой браслет, и Ронни обвиняют в воровстве. Вечером Уилл приходит, чтобы вместе с Ронни остаться ночевать у гнезда.
Ронни наконец чувствует себя счастливой. Но на пляже бывшая девушка Уилла Эшли рассказывает ей, что у него были тысячи подруг и всех он бросал. Ронни в ярости, она не хочет видеть Уилла, но тот объясняется ей в любви и целует её. Они мирятся.
Уилл везёт Ронни к себе домой к богатым родителям. Они рассказывают ей, что скоро состоится свадьба сестры Уилла и он должен пойти туда с Эшли. Ронни уходит, считая, что Уилл должен встречаться с девушкой, равной ему. Уилл рассказывает ей о смерти брата, погибшего не так давно в автокатастрофе.
В то время как крепнут отношения Ронни и Уилла, улучшаются и её отношения с отцом. Ронни присылают приглашение на свадьбу. Отец даёт ей деньги на покупку платья, но она отдаёт их Блейз, которую бросил Маркус. Джон отдаёт Ронни свои накопленные деньги.
На свадьбе появляется Маркус и пристаёт сначала к Блейз, а потом — и к Ронни. Уилл устраивает драку с ним.
Вместе с отцом и братом Ронни наблюдает за вылупившимися черепахами, но внезапно отцу становится плохо. В больнице Ронни узнаёт, что два месяца назад ему поставили диагноз — рак. Вместе с Ронни и Уиллом Джон доделывает витраж. Стив выходит из больницы и видит его в церкви.
Лучший друг Уилла Скотт признаётся Стиву, что в пожаре, который разрушил витраж, виноват он, в то время как в этом обвиняли самого Стива. Ронни разрывает отношения с Уиллом из-за того, что он не рассказал ей об этом.
Мама Ронни и Джон должны уехать обратно, но Ронни остаётся, чтобы заботиться об отце. Она находит письма отца ей, которые она же отправляла обратно, не читая их.
Стив умирает. На его похоронах Ронни говорит, что ни одна речь не сможет рассказать, каким был её отец, и потому играет на пианино музыку, которую писал её отец, но не успел закончить. Она закончила её сама. На похороны приходит Уилл, чтобы поддержать её.
Перед отъездом Ронни узнаёт, что Уилл собирается переехать в её город, чтобы поступить в колледж и встречаться со своей любимой.

## В ролях
- Майли Сайрус — Вероника «Ронни» Миллер — дочь Стива и Ким Миллер, сестра Джона Миллера.
- Лиам Хемсворт — Уилл Блейкли — сын Тома Блейкли, брат Майки и Меган Блейкли, бывший парень Эшли, лучший друг Скотта.
- Грег Киннир — Стив Миллер — бывший муж Ким Миллер, отец Вероники и Джона Миллер. Стив — бывший пианист и учитель.
- Келли Престон — Ким Миллер — бывшая жена Стива Миллера, мать Вероники и Джона Миллер.
- Бобби Коулмэн — Джон Миллер — сын Стива и Ким Миллер, младший брат Вероники Миллер.
- Карли Чайкин — Блейз — девушка Маркуса. Она любит его и очень переживает, что он флиртует с другими девушками.
- Ник Лашэвэй — Маркус — парень Блейз, но постоянно пристаёт к другим девушкам, стоит ей отвернуться. Враждует с Уиллом Блейкли.
- Ник Серси — Том Блейкли — отец Уилла, Майки и Меган Блейкли.
- Мелисса Ордвэй — Эшли — бывшая девушка Уилла Блейкли, лучшая подруга Кэсси.
- Керри Малабре — Кэсси — лучшая подруга Эшли.
- Рода Гриффис — доктор.
- Халлок Билс — Скотт — лучший друг Уилла Блейкли.
- Стефани Лев Шланд — Меган Блейкли — дочь Тома Блейкли, сестра Уилла и Майки Блейкли.

## Саундтрек
| №                   | Название                        | Автор(ы)                                                                            | Исполнитель                 | Длительность |
| ------------------- | ------------------------------- | ----------------------------------------------------------------------------------- | --------------------------- | ------------ |
| 1.                  | «Tyrant»                        | Дрю Браун, Захари Филкинс, Райан Теддер                                             | OneRepublic                 | 5:04         |
| 2.                  | «Bring on the Comets»           | Марк Гайдри, Марк Пэлжи, Крейг Фандер                                               | VHS Or Beta                 | 4:02         |
| 3.                  | «Setting Sun»                   | Финли Битон, Стюарт МакЛеод, Джоэль Куотермейн                                      | Eskimo Joe                  | 3:49         |
| 4.                  | «When I Look at You»            | Джон Шенкс, Хиллари Линдси                                                          | Майли Сайрус                | 4:09         |
| 5.                  | «Brooklyn Blurs»                | Алекс Вонг, Девон Копли                                                             | The Paper Raincoat          | 4:15         |
| 6.                  | «Can You Tell»                  | Мило Боначчи, Александра Лоун, Уэсли Майлс, Джон Пайк, Мэтью Сантос, Ребекка Зеллер | Ra Ra Riot                  | 2:41         |
| 7.                  | «Down the Line»                 | Хосе Гонсалез                                                                       | Хосе Гонсалез               | 3:10         |
| 8.                  | «Each Coming Night»             | Сэм Бим                                                                             | Iron & Wine                 | 3:25         |
| 9.                  | «I Hope You Find It»            | Джеффри Стил, Стивен Робсон                                                         | Майли Сайрус                | 3:55         |
| 10.                 | «She Will Be Loved»             | Адам Левайн, Джеймс Валентайн                                                       | Maroon 5                    | 4:16         |
| 11.                 | «New Morning»                   | Кейси Макферсон                                                                     | Alpha Rev                   | 3:44         |
| 12.                 | «Broke Down Hearted Wonderland» | Эдвин МакКлейн, Майя Шарп, Пит Райли, Кевин Кинни                                   | Эдвин МакКлейн              | 3:02         |
| 13.                 | «A Different Side of Me»        | Натан Дермоди, Захари Портер, Томас Норрис                                          | Allstar Weekend             | 3:08         |
| 14.                 | «No Matter What»                | Сидни Дюран, Dave Дэйв Бессет                                                       | Valora                      | 3:22         |
| 15.                 | «Heart of Stone»                | Sune Rose Wagner                                                                    | The Raveonettes             | 3:55         |
| 16.                 | «Steve's Theme»                 | Аарон Зигман                                                                        | Аарон Зигман                | 3:18         |
| 17.                 | «Berlin»                        |                                                                                     | Black Rebel Motorcycle Club | 3:11         |
| Общая длительность: | Общая длительность:             | Общая длительность:                                                                 | Общая длительность:         | 62:36        |